# Horvátgurab
Horvátgurab (szlovákul Chorvátsky Grob, horvátul Hrvatski Grob, németül Kroatisch-Eisgrub) község Szlovákiában, a Pozsonyi kerületben, a Szenci járásban.

## Fekvése
Pozsonytól 15 km-re északkeletre fekszik.

## Története
A régészeti leletek tanúsága szerint területén már a korai kőkorban is laktak emberek.
A mai település helyén álló falut 1214-ben Monar néven említik először. Lakói egykor főként ékszerkészítéssel foglalkoztak. Ez a korai falu később elpusztult és csak akkor népesült be újra, amikor a birtokos Illésházy István engedélyével 1552 körül, Sziszek és Kostajnica vidékéről a török támadások elől menekülő mintegy 2000 horvát telepes érkezett erre a vidékre. A horvátok főként mezőgazdasággal, szőlőtermesztéssel és fafaragással foglalkoztak, asszonyaik pedig hímzéssel, csipkeveréssel tettek szert bevételre. A településnek 1780-ig tiszta horvát lakossága volt, ezután azonban fokozatosan elszlovákosodott.
Vályi András szerint "Horvát Guráb. Horvát, és tót falu Posony Vármegyében, földes Ura G. Pálfy Uraság, lakosal katolikusok, fekszik Bazinhoz egy mértföldnyire, Cseklésznek szomszédságában, határja közép termékenységű, vagyonnyai külömbfélék, és jelesek, bora nevezetes, eladásra is meglehetős alkalmatosságok lévén, első Osztálybéli."
Fényes Elek szerint "Guráb (Horvát, Kroboth Veiszgrob), tót falu, Pozsony vmegyében, ut. p. Cseklésztől nyugotra 1/4 óra: 610 kath., 3 evang. lak., kik ezelőtt horvátok valának, s mostan is még különös beszédmódjukból sok megmaradt. Kath. paroch. templom. Földje termékeny; erdeje, rétje szép. F. u. gr. Pálffy Ferencz."
A trianoni békeszerződésig Pozsony vármegye Pozsonyi járásához tartozott. Ma már nem él számottevő horvát lakosság a településen, de a horvát hagyományokat ma is ápolják. A 2000-es évek végén masszív betelepülési hullám indult, főként Feketevíz nevű részén épültek új lakónegyedek. Ennek köszönhetően mára a falu lakossága a 4 ezer főt is meghaladja.

## Népessége
| Év:            | 1994. | 2004.    | 2014.     | 2024.    |
| -------------- | ----- | -------- | --------- | -------- |
| Emberek száma: | 1518  | 1787     | 4794      | 7885     |
| Eltérés:       |       | +17,72 % | +168,27 % | +64,47 % |

| Év:            | 2023. | 2024.   |
| -------------- | ----- | ------- |
| Emberek száma: | 7690  | 7885    |
| Eltérés:       |       | +2,53 % |

1880-ban 861 lakosából 545 szerbhorvát, 223 szlovák, 25 magyar, 11 német, 2 egyéb anyanyelvű, 6 idegen és 49 csecsemő; ebből 830 római katolikus, 21 evangélikus és 10 zsidó vallású volt.
1910-ben 1137 lakosából 687 szlovák, 330 horvát, 85 magyar, 23 rutén, 9 német és 3 más anyanyelvű volt.
1970-ben 2080 lakosából 2052 szlovák és 14 magyar volt.
1980-ban 1919 lakosából 1889 szlovák és 13 magyar volt.
1991-ben 1571 lakosából 1539 szlovák, 15 magyar és 12 cseh volt.
2001-ben 1587 lakosából 1546 szlovák, 13 magyar, 10 horvát lakosa volt.
2011-ben 3789 lakosából 3526 szlovák, 34 magyar, 31 horvát, 26 cseh és 172 egyéb nemzetiségű volt.
2021-ben 6830 lakosából 58 (+25) magyar, 1 (+1)cigány, 13 (+36) ruszin, 6192 (+38) szlovák, 186 (+38) egyéb és 380 ismeretlen nemzetiségű volt.

## Neves személyek
- A községben élt 24 évig Milo Urban szlovák író, egykori lakóházában emléktábla áll.
- Itt szolgált 1807-ben Dworan Márton esztergom egyházmegyei katolikus pap, alesperes, táblabíró.
- Itt született Vladimír Fekete (1955), az Azerbajdzsáni apostoli prefektúra (tulajdonképp egész Azerbajdzsán) első katolikus püspöke.

## Nevezetességei
- Krisztus Király tiszteletére szentelt római katolikus temploma 1589-ben épült későgótikus stílusban, később többször átépítették.
- A Szentháromság kápolna a 17. században épült, mai formáját 1880-ban nyerte el.
- A templom előtt áll dr. Josip Andrič (1894-1967) horvát zeneszerző és író mellszobra, akinek Nagy szerelem című regénye a községben játszódik.
- A Horvát utcában még látható néhány szép, népi építésű 19. századi lakóház.
- A faluban Horvát Kulturális Egyesület működik.

## Külső hivatkozások
- Hivatalos oldal
- Hivatalos oldal
- Horvátgurab Szlovákia térképén
- Horvátgurab a Szenci régió honlapján
- Tourist-channel.sk
- E-obce.sk